# Congresso della Repubblica (Perù)
Il Congresso della Repubblica è il parlamento unicamerale del Perù ed è pertanto detentore del potere legislativo.

## Storia

### Origini
Con la proclamazione d'indipendenza del viceregno del Perù dall'Impero spagnolo nel 1821, il generale José de San Martín fu proclamato Protettore del paese e governò il nascituro Stato fino al settembre 1822. Durante il suo governo introdusse la bandiera nazionale e una valuta comune, e indisse le prime elezioni per formare un Congresso Costituente.
Il Congresso Costituente, presieduto da Francisco Xavier de Luna Pizarro redasse quindi la costituzione peruviana nel 1823, stabilendo che il potere legislativo sarebbe stato detenuto da un parlamento unicamerale.
Nel 1824 Simón Bolívar raggiunse il Perù e il Congresso gli concesse ampi poteri. Bolívar rivoluzionò quindi il parlamento suddividendolo in tre camere: la camera bassa, ossia la Camera dei deputati, la camera alta, ossia il Senato, e una camera suprema, la Camera dei tribuni. Il tricameralismo fu abbandonato nel 1828, quando José de La Mar promulgò una nuova costituzione che stabilì il bicameralismo, rimasto fino al 1922, fatta eccezione per il periodo tra il 1836 e il 1839 (Confederazione Perù-Bolivia).

### Il colpo di Stato e la Costituzione del 1980
Nel 1968 il generale Juan Velasco Alvarado ordì un colpo di Stato, destituendo il presidente Fernando Belaúnde Terry e autoproclamandosi "Presidente del governo rivoluzionario delle Forze armate del Perù", sciogliendo il parlamento. Alvarado fu rovesciato da un altro colpo di Stato organizzato dal generale Francisco Morales Bermúdez che si autoproclamò a sua volta Presidente della Repubblica e istituì un'Assemblea Costituente, presieduta da Víctor Raúl Haya de la Torre, che promulgò una nuova costituzione del 1979. Tale costituzione prevedette: il ritorno al bicameralismo, sancendo che il Senato, composto da 60 membri, sarebbe stato eletto da un unico distretto per regione, mentre la Camera dei deputati, composta da 180 membri, sarebbe stata eletta con il metodo D'Hondt, e la durata del mandato del Presidente della Repubblica che, analogamente ai parlamentari, sarebbe rimasto in carica per 5 anni. La costituzione entrò in vigore con la rielezione di Fernando Belaúnde Terry nel 1980.
Durante la presidenza di Alberto Fujimori, nel 1992, il presidente perse la maggioranza in Parlamento e perciò sciolse le camere istituendo il Congresso Costituente Democratico, presieduto da Jaime Yoshiyama. Il nuovo Congresso Costituente redasse una nuova costituzione, promulgata nel 1993 che diede maggiori poteri al Presidente della Repubblica e stabilì definitivamente l'unicameralismo, istituendo un parlamento composto da 120 membri, poi 130.
Nel 2018 il presidente Martín Vizcarra propose un ritorno al bicameralismo, con una Camera dei deputati composta da 130 membri e un Senato composto da 30 membri. Nonostante la proposta sia stata approvata dal parlamento, un referendum costituzionale, tenutosi il 9 dicembre 2018, ha rigettato la proposta. L'anno successivo lo stesso Vizcarra ha sciolto il parlamento, che aveva votato la sua destituzione il 1º ottobre 2019.